# Beniamino Maggio
Beniamino Maggio (Nápoles, 10 de agosto de 1907 - Nápoles, 6 de septiembre de 1990) fue un actor teatral y cinematográfico de nacionalidad italiana.

## Biografía
Nacido en el seno de una familia napolitana de intérpretes, era el tercero de doce hermanos, encontrándose entre ellos los actores Pupella, Rosalia, Enzo y Dante Maggio. Sus padres, Domenico "Mimì" Maggio y Antonietta Gravante, eran actores, y siendo niño le hicieron debutar en escena, actuando junto a Serafino Mastracchio. Se formó en el género del avanspettacolo, dedicándose más tarde a la revista, donde trabajó en pareja con su hermano Dante. 
Se inició en el cine en 1942, cumpliendo con una prolífica carrera, aunque centrada en la interpretación de papeles de carácter. Actor caracterizado por la improvisación, fue descrito como una "mezcla entre Buster Keaton y Angelo Musco".
En 1954 ingresó en la compañía de Eduardo De Filippo, debutando nueve años después en televisión con la comedia Rinaldo in campo.
Beniamino Maggio falleció en Nápoles en 1990, a los 83 años.

## Filmografía
- 1948 : Calamita d'oro, de Armando Fizzarotti
- 1949 : Capitan Demonio, de Carlo Borghesio
- 1951 : I due sergenti, de Carlo Alberto Chiesa
- 1951 : Luna rossa, de Armando Fizzarotti
- 1951 : Ha fatto 13, de Carlo Manzoni
- 1952 : Miracolo a Viggiù, de Luigi Giachino
- 1952 : Città canora, de Mario Costa
- 1952 : Rosalba, la fanciulla di Pompei, de Natale Montillo
- 1953 : Balocchi e profumi, de F.M. De Bernardi y Natale Montillo
- 1953 : Fermi tutti... arrivo io!, de Sergio Grieco
- 1953 : ...e Napoli canta!, de Armando Grottini
- 1953 : Siamo ricchi e poveri, de Siro Marcellini
- 1953 : Madonna delle rose, de Enzo Di Gianni
- 1954 : Lettera napoletana, de Giorgio Pàstina
- 1954 : Desiderio 'e sole, de Giorgio Pàstina
- 1954 : Canzone d'amore, de Giorgio Simonelli
- 1954 : Piscatore 'e Pusilleco, de Giorgio Capitani
- 1954 : La Luciana, de Domenico Gambino
- 1954 : Due lacrime, de Giuseppe Vari
- 1954 : Napoli terra d'amore, de Camillo Mastrocinque
- 1954 : Napoli è sempre Napoli, de Armando Fizzarotti
- 1954 : Carovana di canzoni, de Sergio Corbucci
- 1954 : Cuore di mamma, de Luigi Capuano
- 1954 : Ballata tragica, de Luigi Capuano
- 1955 : Luna nova, de Luigi Capuano
- 1955 : La porta dei sogni, de Angelo D'Alessandro
- 1955 : Da qui all'eredità, de Riccardo Freda
- 1955 : Vendicata, de Giuseppe Vari
- 1955 : Addio sogni di gloria, de Giuseppe Vari
- 1955 : Cantate con noi, de Roberto Bianchi Montero
- 1955 : Giuramento d'amore, de Roberto Bianchi Montero
- 1956 : Te sto aspettanno, de Armando Fizzarotti
- 1958 : La sposa, de Edmondo Lozzi
- 1967 : Uccidi o muori, de Tanio Boccia
- 1972 : Decameron '300, de Renato Savino
- 1978 : La pagella, de Nini Grassia

## Selección de su discografía

### 45 RPM
- 1965 : Mannaggia 'o ventinove 1. parte/Mannaggia 'o ventinove 2. parte (Fono Etris, SC 3006)
- 1969 : 'O spogliarello/Quant'è bona a figlia vosta (Milf, PB 7004)